# Shu'un Filastiniyyah
Shu'un Filastiniyya (arabe : شؤون فلسطينية, Affaires palestiniennes) ou 'Chou'oun Filastiniyya est une revue trimestrielle théorique publiée par le centre de recherches de la Palestine, une des agences de l’organisation de libération de la Palestine (OLP). Publié depuis 1971, il a connu quelques interruptions. Il est actuellement basé à Ramallah, Palestine. Plusieurs figures palestiniennes ont participé à sa rédaction, dont Anis Sayigh, Sabri Jiryis et Mahmoud Darwish. Elle a publié 289 numéros à ce jour (fin 2024)

## Histoire et description
Le premier numéro de Shu'un Filastiniyya est paru en mars 1971,. Elle est publiée par le centre de recherches de la Palestine, qui est également son fondateur,. Fayez Sayigh, universitaire et fondateur du centre en 1965, participa à la création de la revue.
Shu'un Filastiniyya était rédigée et imprimée à Beyrouth jusqu’au numéro 136 d’avril 1983. La publication en est une première fois interrompue après l’assaut et le pillage de ses bureaux par l’armée israélienne en avril 1983,. Sa publication reprend à Nicosie (Chypre), en février 1985, qu’elle poursuit jusqu’à août 1993 quand des problèmes financiers obligent à la cessation. Le centre reprend sa publication à Ramallah en 2011.
La publication de Shu'un Filastiniyya est d’abord mensuelle ; elle est ensuite devenue trimestrielle,,.
Quelques articles de Shu'un Filastiniyya étaient traduits en allemand et republiés dans les journaux gauchistes soutenant les Palestiniens dans les années 1970.

## Rédacteurs et contributeurs
Parmi les rédacteurs en chef de Shu'un Filastiniyya se trouvent Anis Sayigh,, son fondateur, Sabri Jiryis et Mahmoud Darwish,. Entre 1975 et 1979, Elias Khoury fut rédacteur en chef de la revue. Samih Shubayb a aussi écrit dans la revue, ainsi que Faisal Hourani, Bilal Al Hassan et Mahmoud Al Khatib.
Hanna Mikhail était rédactrice de la fondation du journal à juillet 1976. Mahmoud Labadi, Mahmoud Abbas et Habib Qahwaji font partie des premiers contributeurs à la revue. Ghassan Kanafani a aussi écrit des articles pour la revue avant son assassinat en juillet 1972, ainsi que Faysal Hourani.

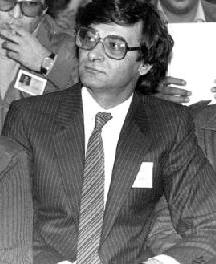
Mahmoud Darwich, poète et contributeur de Shu'un Filastiniyya.
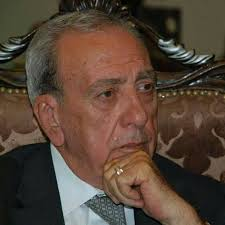
Fayez Sayigh, rédacteur en chef.
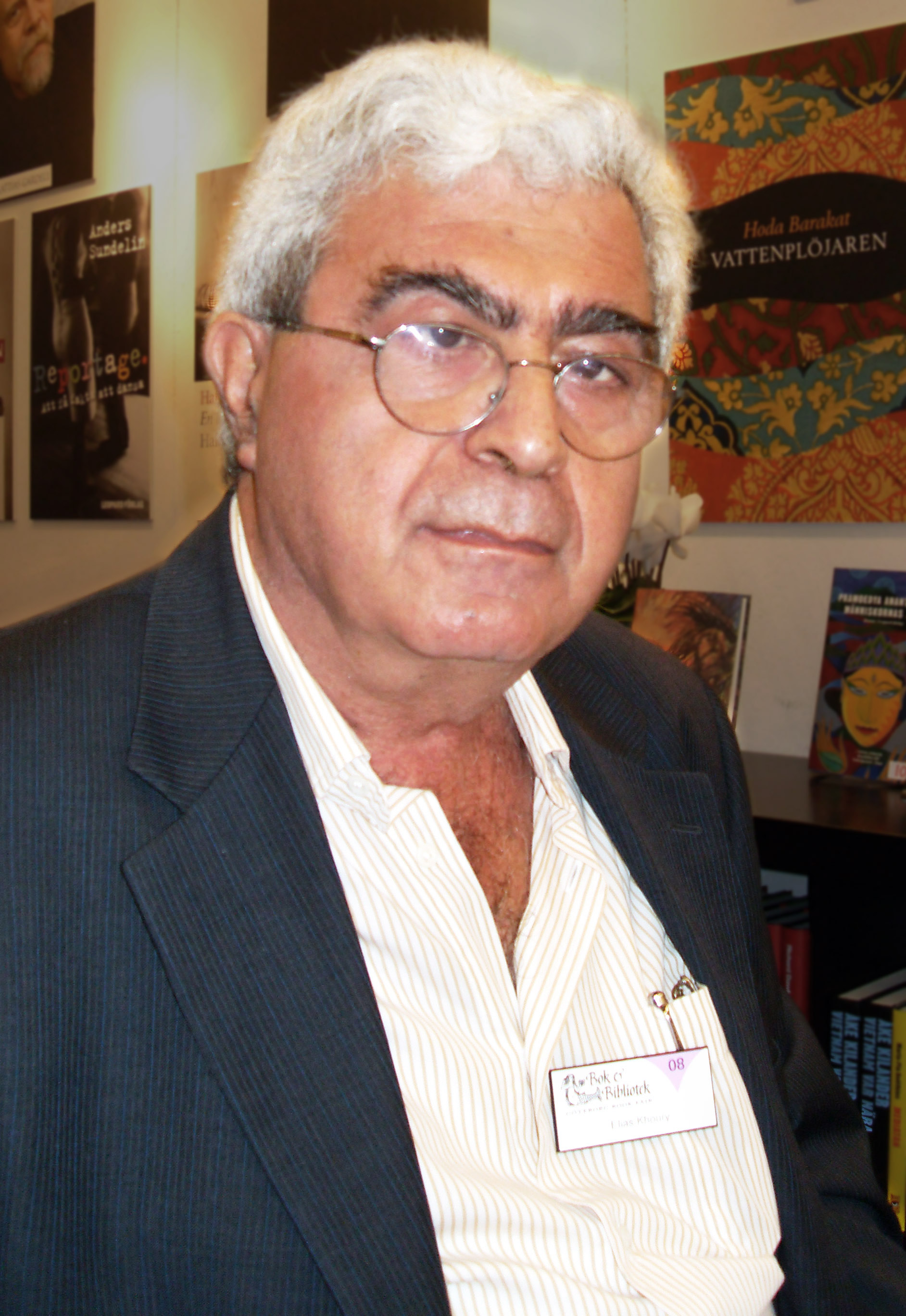
Elias Khoury, rédacteur en chef.
Ghassan Kanafani, contributeur.

## Contenu
Shu'un Filastiniyya publie des articles sur la politique, l’économie et la culture, avec un focus particulier sur la Palestine,. Il publie aussi les communiqués officiels de l’OLP, des interviews avec les personnalités palestiniennes, et des autobiographies et des témoignages personnels des Palestiniens qui ont vécu la Nakba
En fournissant une plateforme aux auteurs et universitaires arabes, leur permettant ainsi de partager et de discuter leurs points de vue sur les problèmes relatifs à la Palestine, Shu'un Filastiniyya a fourni une partie de la base intellectuelle du mouvement de résistance palestinienne.
Très tôt après le début de sa publication, des articles de Shu'un Filastiniyya ont relevé l’analogie entre le régime d’apartheid sud-africain et la situation de la Palestine, sous l’influence de Fayez Sayigh. Entre 1971 et décembre 1975, la revue publie aussi des articles sur les gauchistes de RFA soutenant la cause palestinienne. Après janvier 1976, ce genre d’articles devient beaucoup plus rare, lorsque le journal commence à se focaliser plus sur la Cisjordanie, la révolution iranienne et la guerre civile libanaise.
Pour son dixième anniversaire, le discours de Yasser Arafat à l’Assemblée générale des Nations unies est publié par Shu'un Filastiniyya, en décembre 1984. Un éditorial de 1985 salue positivement le départ de l’OLP du Liban, la guerre civile empêchant selon lui l’OLP de se concentrer sur ses propres tâches, appelant cette période où l’OLP était basée au Liban « l’empire Fakahani »
Durant la période où Sabri Jiryis fut rédacteur en chef de Shu'un Filastiniyya, il publie un article où il critique vivement l’OLP qui selon lui se consacre trop à la diaspora palestinienne ce qui conduit à négliger les problèmes majeurs.